# 清州綜合運動場棒球場
清州綜合運動場棒球場（韓語：청주 종합운동장 야구장），是韓國的一座棒球場，位於忠清北道清州市西原區，於1979年5月落成啟用，1986年起為韓國職棒韓華鷹的第二主場。

## 外部連結
- 清州綜合運動場棒球場在台灣棒球維基館上的頁面（繁體中文）